# Hotellet
Hotellet er en dansk tv-serie, sendt på TV 2 fra 2000-2002. Seriens omdrejningspunkt er det familieejede Hotel Faber i en dansk provinsby. I serien følger vi hotellets personale, dets gæster, deres intriger og oplevelser på hotellet. Men under overfladen spøger historien.
Der er 60 afsnit af serien; den første halvdel varer ca. 55 minutter og resten 45 minutter. Da serien er sendt på TV 2 er der ingen reklamepause. Afsnittene starter med et resumé med det, der er sket i de forrige afsnit, og derefter en prolog til det nye afsnit.
Hotellets ydre rammer er Køge Rådhus. Den første sæson havde i gennemsnit 930.000 seere. Den sidste sæson havde i gennemsnit 635.000 seere.

## Handling
Serien starter med bryllupsplanlægning, fordi Maria og Adam skal giftes. Erik Faber følges rundt i hans gang rundt på Hotellet hvor vi her bliver præsenteret for dem, som serien drejer sig om: Jimmy Larsen, Louise Jacobsen, Anette Back og mange flere. Man ser tydeligt, at Erik Faber er omgivet af respekt, da alle adlyder hans mindste vink.
Inden brylluppet modtager Erik Faber et brev, der bringer ham ud af fatning: han virker forvirret og desperat og er ved at komme for sent til bilen. Under middagen holder han en tale for brudeparret og snakker om at elske og stole på hinanden. Han beder Maria og Adam om at give ham nogle løfter, herefter forsvinder han fra festen. I mellemtiden har Nikolaj fundet sin kæreste Amina, og prøver på at få hende med på lidt sjov. I værelset de havner i, opdager Amina til sin skræk at Erik Faber har hængt sig i en loftsledning. Festlighederne stopper i restauranten, og alle er dybt rystet over det tragiske selvmord.
I de næste afsnit følger vi Maria og Adams kamp for at finde deres plads på hotellet. Adam er blevet udnævnt til direktør og står med ansvaret for hotellets drift. Det går op for dem, at deres far har formøblet hele" formuen, og Adam bliver gjort til grin i banken. Afdragene er ikke betalt til tiden på de gamle lån, så banken har ingen tillid til dem.
Herefter følger vi John lidt tættere: han har opdaget, at Erik Fabers selvmord har noget at gøre med hotellet. Der er noget galt på hotellet, og John ser det som sin opgave at løse disse problemer. I sin søgning på hotellet opdager John, at navnet Jens Kirk dukker op igen og igen. John har en teori om, at Jens Kirk har slået Alices far ihjel for mange år siden.
Imens alt det sker, følges det øvrige personales op og nedture, bl.a. Louises oplæring i receptionen, fra stille pige til dygtig receptionist, Anettes spirende forhold til køkkenchefen Lasse og Julies turbulente tid med Jimmy.
På et tidspunkt vender Jens Kirk tilbage til hotellet. Han er direktør for Norvik-kæden, som vil tilbyde at købe 49% af Fabers aktier: det sikrer Faber aktieminoriteten, og ender med at blive en yderst god aftale for Faber. Specielt efter at Alice afslører for Jens Kirk, at de tre børn faktisk er hans, da det viser sig at Erik Faber led af Klinefelters syndrom, en genfejl der har gjort Erik hele livet.
Stille og roligt ender det med, at Jens og Alice indleder et forhold, helt uden familiens velvilje. Den kan ikke forstå, hvad den mand pludselig skal lave i deres liv. Adam bliver passiv, aggressiv og nægter pure at tale med ham. Efter de store voldsomme afsløringer i familien slår Nikolaj sig på flasken og kommer i det forkerte selskab, da han pludselig befinder sig i en nynazistisk gruppe, der under en hævnaktion slår en sort person ihjel. Nikolaj mener, at de skal gå til politiet og hans to venner siger god for det, men i stedet påkører de ham for at slå ham ihjel. Det mislykkes, men han ender lammet i en kørestol.
John prøver på at reparere kældertrappen, da den hele tiden går i stykker; han undersøger, hvorfor den går i stykker. Her opdager han at trappen fortsætter under jorden, men på første trin er indgraveret på latin "Dette sted er ondt". Den næste tid finder John flere og flere ting under trappen, heriblandt munkesten og en del af en gammel skriftestol. Han finder ud af, at hotellet hviler på et gammelt kloster, et specielt kloster, et kraftfelt som verden ikke har set lige. Under trappen findes en krypt med tre munke, men krypten er blevet vanhelliget af et stort grimt kloakrør. Det er nu Johns eneste mål i livet at få genoprettet gravfreden i krypten, så hotellet kan få fred, men familien vil ikke lytte, den vil grave i kælderen for at lave swimmingpool.

## Medvirkende og personkarakteristik
- Erik Faber – Peter Schrøder
  - Erik Faber er familiens overhoved. Han styrer hotellet med hård hånd og forventer at alle yder deres bedste. Erik Faber lider af Klinefelters syndrom, der gør at han har været steril hele livet, men dog har tre børn.

- Alice Faber – Kirsten Olesen
  - Alice Faber er gift med Erik Faber og bliver senere gift med Jens Kirk, hun er mor til Faber-familiens børn og er den rolige, men bestemte mor, der står bag sine børn og mand i modgang og medgang. Hun er konfliktsky og kan ikke lide at diskutere.
- Adam Faber – Martin Hestbæk
  - Adam Faber er den ældste af familiens børn. Han er sin fars højre hånd, og ser både op til og ned på sin far. Han har et iltert temperament, men har evner for hoteldrift og formår at rette hotellet op. Han er gift med Maria og de får en søn.
- Maria Faber – Anne-Grethe Bjarup Riis
  - Maria Faber er gift med Adam, hun er receptionschef og er hotellets øjne udadtil. Hun er servicemindet og høflig, til tider lidt for høflig. Hun kan bide fra sig, når der er trykket på de ømme punkter længe nok. Viser sig i serien at være en fantastisk støtte for en veninde, der har det svært.
- Julie Faber – Trine Appel
  - Julie Faber er den midterste af Fabers børn, hun er familien spradebasse. Hun stikker af fra Hotel- og Restaurationsskolen i Schweiz for at udleve drømmen om at blive skuespiller. Hun er lidt godtroende, men har et godt hjerte og ønsker at hjælpe dem, hun kan. Hun bliver tidligt i serien kæreste med Jimmy fra køkkenet.
- Nikolaj Faber – Paw Henriksen
  - Faberfamiliens yngste, har altid følt sig set ned på og tilsidesat. Han er ung, dum og naiv og prøver i serien på mange måder at tjene eller spare penge. Nikolaj har en tendens til at flirte med stuepigerne og er også kæreste med Amina i den første del af serien. Han havner i kørestol efter nogle nynazister har kørt ham ned.
- Jens Kirk Andersen – Søren Spanning
  - Jens Kirk Andersen, Direktør for Norvik. En mand som er vant til at få sin vilje. Han er af den indstilling, at alt kan købes. Han har arbejdet på Hotel Faber som ung og har her haft op til flere affærer med Alice. Han skubbede Alices far ned af trappen til kælderen, hvor han slog sig ihjel. Han skal rense sin sjæl for at få fred for de spøgelser, der kommer fra fortiden.
- Lasse Vestergaard (Køkkenchef) – Bjarne Henriksen
  - Lasse er en stor højtråbende kok, helt ind i hjertet. Han er udlært af Erik Faber og har altid arbejdet på hotellet. Han er ikke bange for at slå på tæven, men er i bund og grund god og blød.
- Jimmy Larsen (Kok) – Søren Byder
  - Det nyeste medlem af kokkestaben. Har været impliceret i et bankrøveri som ung, hvor der blev skudt en mand, og har herefter siddet i fængsel, hvor han har taget sin kokkeuddannelse. Han er en beskyttertype, der ikke finder sig i noget, hvilket tydeligt ses i hans forhold til Julie.
- Anette Back (tjener) – Sarah Boberg
  - Anette er alenemor til to børn og bor i et lille hus. Hun forelsker sig hovedkulds i Lasse og de er lige ved at købe hus, da hendes eksmand Theis dukker op. Han får hende til at droppe Lasse og får hende til at tage ham tilbage. Anette er stolt over, hvad hun kan og har opnået, men er også typen der bukker sig og bliver underkuet, hvis det er muligt.
- Louise Jacobsen – Lena Maria Christensen
  - Louise er den stille pige, der er opdraget til at være en pæn pige. Hun finder sig i alt for meget, og vil altid se det bedste i mennesker. Hun udvikler sig med tiden til en fantastisk receptionist der ikke er bange af sig når der er problemer.
- Amina (Stuepige)
  - Amina er Nikolajs kæreste og stuepige på hotellet. Hun er 2. generationsindvandrer og er meget stolt over det. Hun er ikke muslim, da hun ikke beder og ikke overholder ramadanen. Hun er meget beskyttende over for sin familie, specielt hendes mor og lillesøster. Man kan sige at hun på en måde er den hårde modpol til Louise.
- John (Altmuligmand) – Baard Owe
  - John er hotellets varmemester; han er den der kender til alle hotellets små hemmeligheder. John virker til tider fraværende og lever i sin egen verden. Han holder til i kælderen og sover til middag under nogle rør på en gammel briks. Han hypnotiseres tilbage til middelalderen, hvor han er på vej til at blive munk.